# Barão de Castelo Novo
Barão de Castelo Novo foi um título nobiliárquico criado em 14 de Novembro de 1802 pela rainha D. Maria I de Portugal a favor de D. João de Ordaz e Queirós.

## Titulares
- D. João de Ordaz e Queirós
- D. Angélica de Meneses de Ordaz e Queirós
- D. Joaquim de Ordaz e Queirós